# マックス・デルブリュック賞
マックス・デルブリュック賞（マックス・デルブリュックしょう、英: Max Delbruck Prize）はアメリカ物理学会が生物物理学の貢献に授与する賞である。アメリカ合衆国の生物物理学者マックス・デルブリュックに由来する。賞金は10,000ドル。2006年に「生物物理学賞」（the Biological Physics Prize）から改称された。

## 受賞者
- 1982年: ジョージ・フェーエル, Roderick Clayton
- 1983年: ポール・ラウターバー
- 1984年: Howard Berg, エドワード・ミルズ・パーセル
- 1985年: ジョン・ホップフィールド
- 1986年: ハルトムート・ミヒェル, ヨハン・ダイゼンホーファー
- 1987年: ブリトン・チャンス
- 1991年: Watt Webb
- 1992年: Hans Frauenfelder
- 1994年: Robert Pearlstein, Robert Knox
- 1996年: 小川誠二
- 1998年: Rangaswamy Srinivasan
- 2000年: Paul Hansma
- 2002年: Carlos Bustamante
- 2004年: Peter Wolynes
- 2006年: Alfred Guillou Redfield
- 2008年: Steven Block
- 2010年: エリック・ベツィグ（辞退）, 荘小威
- 2012年: William A. Eaton
- 2014年: Robert H. Austin
- 2015年: Stanislas Leibler
- 2016年: スティーヴン・クウェイク
- 2017年: Alan Perelson
- 2018年: William S. Bialek
- 2019年: Jose Nelson Onuchic, Ken A. Dill
- 2020年: ジェームズ・J・コリンズ
- 2021年: Andrea Cavagna, Irene Giardina
- 2022年: Terence Tai-Li Hwa
- 2023年: Arup K. Chakraborty
- 2024年: Eric D. Siggia
- 2025年: Devarajan Thirumalai

## 参照
- Max Delbruck Prize in Biological Physics - アメリカ物理学会